# Rodney King

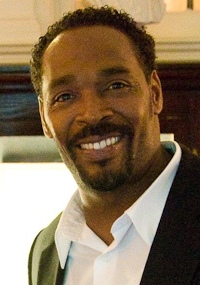
Rodney King im April 2012

Rodney Glen King (* 2. April 1965 in Sacramento, Kalifornien; † 17. Juni 2012 in Rialto, Kalifornien) war ein Afroamerikaner, der 1991 als Opfer unverhältnismäßiger Polizeigewalt bekannt wurde. Nachdem die Polizisten, die ihn mit Stockschlägen und Fußtritten brutal traktiert hatten, gut ein Jahr später freigesprochen worden waren, brachen die Unruhen in Los Angeles von 1992 aus.

## Bekanntheit durch Polizeigewalt
Am 3. März 1991 geriet King aufgrund einer Geschwindigkeitsüberschreitung in eine Verfolgungsjagd mit der Polizei von Los Angeles und wurde schließlich gestoppt. King war alkoholisiert und hatte versucht zu flüchten, weil er nach eigener Aussage befürchtete, wegen Alkohol am Steuer gegen Bewährungsauflagen zu verstoßen, die ihm wegen eines früheren Raubdelikts auferlegt waren. Bei der Verhaftung, gegen die King Widerstand leistete und die von einem Anwohner zufällig gefilmt wurde, gingen die Beamten derart brutal gegen den Afroamerikaner vor, dass die vier nicht-schwarzen Polizisten (drei Weiße und ein Latino) dafür vor Gericht gestellt wurden. Durch die Amateuraufnahmen konnte rekonstruiert werden, dass sie ihn mit mehr als 50 Stockschlägen und sechs Tritten traktierten. Sie machten selbst dann weiter, als King überwältigt war.
Das folgende Strafverfahren gegen die beschuldigten Polizeibeamten fand auf Antrag der Verteidigung nicht im Los Angeles County, sondern im benachbarten Ventura County in Simi Valley statt. Die Jury setzte sich, in etwa der statistischen Bevölkerungsverteilung dort entsprechend (65 % weiß, 25 % hispanisch, 5 % asiatisch und 2 % afroamerikanisch), aus zehn Weißen, einem Lateinamerikaner und einem Asiaten zusammen, ein Afroamerikaner war mithin nicht vertreten. Am 29. April 1992 wurden die Polizisten freigesprochen.
Das Urteil löste die Unruhen in Los Angeles 1992 aus, bei denen Sachschäden von ca. 800 Millionen US-Dollar entstanden. Es starben 53 Menschen und mindestens 2.000 weitere Personen wurden verletzt. Auf Ersuchen des damaligen kalifornischen Gouverneurs Pete Wilson setzte Präsident George H. W. Bush auch die Streitkräfte zur Beendigung der Massenunruhen ein.
In einem zweiten Verfahren wurden zwei der vier vorher freigesprochenen Beamten schuldig gesprochen und zu je 30 Monaten Haft verurteilt.
1994 erstritt King in einem Zivilprozess von der Stadt Los Angeles 3,8 Millionen US-Dollar Schadensersatz.

## Privatleben und Tod
King hatte drei Töchter und war zweimal verheiratet.
Auch nach der Prügelattacke der Polizisten geriet Rodney King mehrfach mit dem Gesetz in Konflikt, insbesondere im Zusammenhang mit Drogen im Straßenverkehr sowie häuslicher Gewalt. Er nahm in der 2. Staffel der Reality-TV-Show Celebrity Rehab with Dr. Drew teil und ließ sich während eines Drogenentzuges begleiten.
Zum 20. Jahrestag der Unruhen veröffentlichte King im April 2012 das Buch The Riot Within: My Journey from Rebellion to Redemption (in etwa:  Der innere Aufruhr – Meine Reise vom Aufstand zur Erlösung).
Zwei Monate später wurde er im Alter von 47 Jahren tot in seinem Pool in Rialto gefunden. Eine Obduktion ergab, dass sein Ertrinken im Pool ein Unfall gewesen ist. Er stand unter Einfluss von Alkohol, Marihuana, Kokain und Phencyclidin (PCP). King wurde im Forest Lawn Memorial Park beigesetzt, die Trauerrede hielt der US-amerikanische Bürgerrechtler Al Sharpton.
Kings Tochter Lori King bemüht sich um Verständigung zwischen der schwarzen Bevölkerung und der Polizei.

## Verarbeitung in Filmen
In dem Filmdrama Malcolm X aus dem Jahr 1992 wird im Vorspann das Rodney-King-Video des Amateurfilmers gezeigt ebenso wie im Vorspann des Films City of Lies aus dem Jahr 2018. In dem 1998 erschienenen Drama American History X von Tony Kaye befassen sich die Hauptpersonen in einem hitzigen Gespräch mit dem Thema. Der 2002 erschienene Thriller Dark Blue mit Kurt Russell in der Hauptrolle spielt vor dem Hintergrund der Massenunruhen, die auf den King-Prozess folgten. The L.A. Riot Spectacular von Regisseur Marc Klasfeld aus dem Jahr 2005 befasst sich auf eine satirische Art und Weise mit der Problematik. Der Titel des 2008 erschienenen Films Lakeview Terrace ist nach der Umgebung benannt, in der Rodney King niedergeschlagen wurde. Sein Name sowie sein Ausspruch „Can’t we all just get along?“ (dt. „Können wir nicht alle miteinander auskommen?“) sind im Film zu hören. Im Banlieue-Film Haß (La Haine) aus dem Jahr 1995 bezieht sich der Protagonist Vinz auf Rodney King und legitimiert so seinen Widerstand gegen die Polizei. Ferner wurde der Vorfall im 2015 erschienen Kinofilm Straight Outta Compton thematisiert. In der Komödie Hip Hop Hood – Im Viertel ist die Hölle los spielen die Polizisten auf dem Revier ein Videospiel mit dem Titel „Rodney's Ride“. Auf dem Bildschirm sieht man, wie mehrere weiße Polizisten auf einen Schwarzen einschlagen und dafür Punkte bekommen. Mitten im Spiel taucht eine weitere Person mit einer Kamera auf. Ebenfalls wird in dem Film „The Stand“ (1994) Rodney King erwähnt.

## Schriften
- mit Lawrence J. Spagnola: The Riot Within: My Journey from Rebellion to Redemption. (in etwa Der innere Aufruhr – Meine Reise vom Aufstand zur Erlösung.[11]) HarperOne, 2012, ISBN 978-0-06-219443-5.